# John Kuhles
John Kuhles (1966) is een Nederlands complotdenker en ufoloog.

## Internetactiviteiten
Kuhles is de oprichter van talloze internetsites. Hij is ook zeer actief op sociale media, inclusief YouTube. Hij bezit whynotnews.eu met meer dan 22 sub-sites. Onder andere op Facebook, LinkedIn en YouTube identificeert hij zich met zijn kanaal ExoMatrix TV.
Kuhles beheert whynotnews.eu. Op deze site geeft hij onder de titel "Alternatieve Media Netwerk" waarderingscijfers voor complotvriendelijke websites. Op de lijst staan onder andere viruswaarheid.nl, Forum voor Democratie, Ongehoord Nederland en wappiesnappie.nl in de top van kwaliteitsmedia, beoordeeld volgens de criteria van Kuhles. Een oudere website van rond 2005 was untoldmysteries.com/verbodennieuws.nl.

## Complotten
Kuhles werd begin jaren negentig actief in de wereld van complottheorieën, daartoe aangespoord door de Australische journalist David Summers. Zelf wijt hij de interesse aan een UFO-waarneming die hij in 1990 gehad zou hebben. Eind 1992 verzorgden Summers en Kuhles beide een lezing op het door hen georganiseerde congres "UFO's and the New World Order", waar UFO's in verband werden gebracht met de complottheorie van de Nieuwe Wereldorde. In 1993 richtten Summers en Kuhles de stichting Contact Network International (CNI), voor onderzoek naar en publicatie over UFO's en complottheorieën. Ze verzorgden enige tijd een nachtelijke uitzending op de indymedia-Radio 100 in Amsterdam, in elk geval in 1994 en mogelijk een paar jaar later nog eens. Ook moet Kuhles enkele uitzendingen op de Amsterdamse kabeltelevisie hebben verzorgd. Kuhles nam de uitgave van het CNI-blad Exposure op zich, nadat Summers zich terugtrok.

## 5G-nepnieuws
Kuhles runt anno 2020 verscheidene anti-5G sites en dito sociale media-pagina's. Hij was in 2018 de oprichter van de Facebookgroep "Stop 5G", met zo'n 26.000 leden in februari 2020. Hij verspreidde in 2019 als eerste een bericht dat in Den Haag honderden spreeuwen om het leven waren gekomen mogelijk als gevolg van een test met 5G. Het bericht werd al snel aangeduid als nepnieuws, maar circuleerde nog enige tijd op Facebook.

### 5G en het coronavirus
In 2020 werden in genoemde Facebookgroep, onder meer door oprichter Kuhles, berichten verspreid dat de SARS-CoV-2-uitbraken veroorzaakt zouden zijn door het uitrollen van 5G-netwerken.